# ボブ・パリス
ボブ・パリス（Bob Paris, 1959年12月14日 - ）は、インディアナ州コロンバス出身のボディビルダーである。

## 来歴
幼少期はサイクリング、ハイキング、バックパックを好むアウトドア少年であった一方、絵画コンクールで入賞したり、暇を見つけて小説を書いたりと、芸術や文芸の才能も見せていた。
ハイスクール時代に始めたフットボールがきっかけでボディビルディングに打ち込んだ。
卒業後は金に困り、時に車を住居代わりにすることもあったが、1983年にシンガポールで開かれたミスター・ユニバース90kg超級で優勝した。
1989年、プレイガールのモデルであったロッド・ジャクソンとの同性愛関係を公表し、同年ユニテリアン教会で結婚式を挙げる。
当時のゲイに対する一般層の無理解からカミングアウト時の世間の反応は冷ややかで、時に脅迫電話に悩まされた。
1991年に写真家ハーブ・リッツが二人を被写体とした写真集『Duo』を発表し、1994年には二人の共著で自伝を出版した。二人の関係は順調であると思われていたが、1996年までに同性結婚関係は破局した。
現在はバンクーバーで生活している。

## 人物
パリスはトレーニングで効果を出すために最も大切なこととして「実現可能な目標設定」を挙げており、少しずつ達成感を味わうことで、自身も付いて体つきも変わると説いた。
食事においては「食べられるだけ食べる」を重視し、野菜やビタミンの摂取を大切にした。

## 著書
- Gorilla Suit: My Adventures in Bodybuilding
- Straight from the Heart: A Love Story